# Ян Єлінек
Ян Єлінек (чеськ. Jan Jelínek, нар. 19 травня 1912 у Зелюві — пом. 3 грудня 2008 у Празі) — чеський євангелічний священник і солдат, що виступав на захист переслідуваних, незалежно від національної, політичної чи релігійної приналежності.

## Біографія
Народився і виріс у чеській спільноті польського міста Зелюва. Його батьками були Павел Єлінек та Кароліна Єрсакова, нащадки чеських євангелічних вигнанців.
В 1931—1935 роках навчався у Місійній школі в Оломоуці, Чехословаччина, і зрештою став євангелічним пастором. Пізніше працював директором текстильної фабрики в Зелюві. 1937 року став проповідником у євангелічно-реформаторській парафії села Купичів на Волині (на той час село належало до Польщі), де крім українців і поляків мешкали також чехи.
Коли 1939 року під час Другої світової війни місцевість зайняли більшовики, Єлінек допомагав полякам, що тікали до Румунії, надаючи їм нічліг в будинку парафії. Після того, як 1941 року в Купичів прийшли німці, він, ризикуючи життям, готував і привозив харчі для євреїв у ґетто, а також сприяв їхній втечі. Підтримував поляків, переслідуваних радянським військом і УПА, а також росіян і українців, зокрема, врятував дружину упівця, яку хотіли вбити поляки. За різними джерелами, допоміг від 14 до 200 особам, а врятував життя принаймні десятьом.
1942 року одружився з Анною, разом із якою 1944 року добровільно вступив до армії Людвіка Свободи, керівника 1 Чехословацького корпусу. Ян працював у медичній службі, а Анна була зв'язківницею. Брали участь у Східно-Карпатській операції, а також у визволенні Чехословаччини.
Ян Єлінек під час війни закінчив офіцерську школу і в момент демобілізації покинув військо у званні підпоручника. Його було відзначено кількома військовими нагородами Чехословаччини та СРСР. 1948 року отримав звання поручника запасу.
В квітні 1945 року сім'я Єлінків разом із військом дісталася до Праги, а після звільнення міста оселилися в селі Орачов, районі Раковнік. Ян Єлінек став священником у парафії в Подборжанах. З дозволу МЗС Чехословаччини допомагав чехам з Польщі та України повертатися на батьківщину. Завдяки фальшивим актам про народження (з печаткою Церковної ради Євангелічно-реформаторської парафії в Купичові) врятував російських емігрантів від заслання до ГУЛагу.
Оскільки не погоджувався з комуністичним режимом, не підтримував створення JZD (об'єднані сільські господарства, чехословацький відповідник колгоспу) і 1952 року відмовився співпрацювати з Státní bezpečnost (апарат держбезпеки Чехословаччини), його було заарештовано на три місяці 10 січня 1958 року, а 6 квітня 1958 року — засуджено на два роки тюрми за підривну діяльність. Покарання відбув у трудовому таборі у Ртинє в Подкрконоші, де працював гірником разом із іншими священниками (євангелічними, римо-католицькими і Свідками Єгови). Під час роботи в копальні зазнав серйозної травми хребта.
Після виходу на свободу не мав права перебувати в Карловарському краю, через що не повернувся до Орачова. Завдяки допомозі приятелів отримав роботу на фабриці лаків та фарб у Празі. Зостався там аж до виходу на пенсію в 1972 році, після чого вже міг повернутися до Орачова. Після довгих старань отримав дозвіл влади працювати помічником пастора в Подборжанах, однак без права на винагороду. Проповідував до 2005 року, тобто до 93 року життя. Переважно на свої заощадження зремонтував євангелічну церкву в Орачові.
Ян Єлінек описав свої спогади у виданій власним накладом книзі «Pouštěj chléb svůj po vodě», що є цитатою з Книги Еклезіястової: «Хліб свій пускай по воді» (Екл. 11:1)
Волинські чехи, а за ними також чеські й польські медіа ще за життя назвали його «чеським Шиндлером».
Ян Єлінек помер 3 грудня 2009 року в Празі, за дев'ять місяців після смерті дружини Анни (померла в березні 2009).